# Fairies
Fairies (フェアリーズ) est un groupe de musique d'idoles japonaises, actuellement composé de cinq membres, formé en 2011 par l'agence Vision Factory et sous le label Sonic Groove (dérivé du label avex trax).

## Histoire
À l'origine, les membres ont été sélectionnées parmi 100 candidates provenant d’écoles de danse de 13 régions. Seulement 7 filles gagnent sont choisies pour former le groupe des Fairies et font leurs débuts avec le single More Kiss / Song for You en septembre 2011.
Le groupe a interprété les chansons tie-up de plusieurs animes et émissions TV.
Le groupe d'idoles anime l'émission de radio Fairies no Fly the World diffusée sur Nippon Broadcasting System (ニッポン放送) depuis octobre 2011.
Miria Fujita s’est cassée la cheville droite lors d’un cours de danse en octobre 2011. Elle a effectué son retour après une période de soins de 2 mois. En décembre 2011, les Fairies ont remporté le prix de "Meilleurs Jeunes Artistes" lors des 53e Japan Record Awards. Elles avaient une moyenne d’âge de 13,6 ans. Elles battent ainsi le groupe féminin sud-coréen 2NE1 et le groupe féminin SUPER☆GiRLS.
Kawane Kiyomura arrête ses activités en janvier 2013 et quitte le groupe afin de se consacrer à ses études. Le groupe est alors réduit à six membres. Par ailleurs, trois membres du groupe (Miki Shimomura, Miria Fujita, et Mahiro Hayashida) forment en février 2013 le sous-groupe de Fairies, nommé M Three (Mスリー).
Le 1er album du groupe Fairies sort en mars 2014. En parallèle, Fairies donne son 1er concert en mars 2014 au Akasaka Blitz à Tokyo.
Momoka Itō fait ses débuts en solo avec le single Poker Face en juillet 2014, chanson-titre qui figure sur le premier album du groupe.
Le clip du 9e single Bling Bling my love a été réalisé à Los Angeles aux États-Unis ; ceci est la première fois qu'un clip de Fairies est tourné à l'étranger ; la chorégraphie de la danse a été conçue par Daniel Lee qui a précédemment travaillé avec des artistes tels que BoA.
Les filles ont célébré la sortie de leur 10e single Kiss Me Babe / Hirari (ひらり) en mars 2015.
Le 1er photobook de Momoka Itō a été publié en août 2015. Il contient des photos d’elle en bikini ; le shooting a été réalisé à Guam.
En septembre 2015, Miki Shimomura a doublé la voix du personnage principal dans le jeu pour smartphones 魂の交渉屋とボクの物語 – Soul Negotiator –.
Les filles se sont produites en tant que mannequins de mode dans le clip vidéo de leur 12e single Mr. Platonic en vente en novembre 2015.
En janvier 2017, Miria Fujita décide de quitter le groupe et l'industrie du divertissement pour se consacrer à ses études.

## Membres
| Rikako Inoue     | 井上理香子 | 29 mai 1996      | 28 ans | Violet |                                                      |
| Sora Nomoto      | 野元空     | 9 novembre 1997  | 27 ans | Bleu   |                                                      |
| Momoka Itō       | 伊藤萌々香 | 15 décembre 1997 | 27 ans | Rouge  | Chanteuse en solo                                    |
| Mahiro Hayashida | 林田真尋   | 7 mai 1998       | 26 ans | Jaune  | Membre de M Three                                    |
| Miki Shimomura   | 下村実生   | 22 octobre 1998  | 26 ans | Rose   | Membre de M Three                                    |
| Ex-membre        |            |                  |        |        |                                                      |
| Kawane Kiyomura  | 清村川音   | 2 juin 1998      | 26 ans | Vert   | Quitte le groupe le 17 janvier 2013                  |
| Miria Fujita     | 藤田みりあ | 15 juin 1998     | 26 ans | Orange | Membre de M Three ; quitte le groupe 10 janvier 2017 |

## Discographie
| No.     | Titre                                             | Date de sortie    | Charts                     |        |        |
| No.     | Titre                                             | Date de sortie    | Oricon Weekly Album Chart  |        |        |
| Albums  | Albums                                            | Albums            | Albums                     | Albums | Albums |
| ------- | ------------------------------------------------- | ----------------- | -------------------------- | ------ | ------ |
| 1       | Fairies                                           | 26 mars 2014      | 14                         |        |        |
| 2       | Jukebox                                           | 20 juin 2018      |                            |        |        |
| No.     | Titre                                             | Date de sortie    | Chart                      |        |        |
| No.     | Titre                                             | Date de sortie    | Oricon Weekly Single Chart |        |        |
| Singles |                                                   |                   |                            |        |        |
| 1       | More Kiss / Song for You                          | 21 septembre 2011 | 11                         |        |        |
| 2       | Hero / Sweet Jewel                                | 21 décembre 2011  | 9                          |        |        |
| 3       | Beat Generation / No More Distance                | 4 avril 2012      | 5                          |        |        |
| 4       | Tweet Dream / Sparkle                             | 25 juillet 2012   | 9                          |        |        |
| 5       | White Angel                                       | 14 novembre 2012  | 5                          |        |        |
| 6       | Hikari no Hate ni (光の果てに)                    | 24 juillet 2013   | 6                          |        |        |
| 7       | RUN with U                                        | 19 février 2014   | 8                          |        |        |
| 8       | Super Hero / Love Me, Love You More               | 28 mai 2014       | 10                         |        |        |
| 9       | Bling Bling my love                               | 3 septembre 2014  | 11                         |        |        |
| 10      | Kiss Me Babe / Hirari (Kiss Me Babe / ひらり)     | 25 mars 2015      | 5                          |        |        |
| 11      | Sōshi Sōai☆destination (相思相愛☆destination)     | 15 juillet 2015   | 5                          |        |        |
| 12      | Mr. Platonic                                      | 18 novembre 2015  | 6                          |        |        |
| 13      | Crossroad (クロスロード)                          | 10 août 2016      | 3                          |        |        |
| 14      | Synchronized ~Synchro~ (Synchronized〜シンクロ〜) | 1er mars 2017     | 4                          |        |        |
| 15      | Koi no Roadshow (恋のロードショー)                | 5 juillet 2017    | 6                          |        |        |
| 16      | Hey Hey ~Light Me Up~                             | 28 février 2018   | 2                          |        |        |

## Récompenses

### Japan Record Awards
| Année | Artiste | Nomination                           | Résultat |
| ----- | ------- | ------------------------------------ | -------- |
| 2011  | Fairies | Nouvel Artiste                       | Lauréat  |
| 2011  | Fairies | Meilleur Nouvel Artiste              | Lauréat  |
| 2011  | Fairies | Japan Cable Awards New Artist        | Lauréat  |
| 2012  | Fairies | Japan Record Award Outstanding Work  | Lauréat  |
| 2012  | Fairies | Japan Cable Awards Outstanding Award | Lauréat  |